# El Gordo (Cáceres)
El Gordo ist ein spanischer Ort und eine Gemeinde (municipio) mit 369 Einwohnern (Stand: 2024) in der Provinz Cáceres in der Autonomen Gemeinschaft Extremadura.

## Lage und Klima
El Gordo liegt im Osten der Provinz Cáceres in einer Höhe von ca. 320 m. Die Entfernung zur Hauptstadt Cáceres beträgt ca. 110 km (Fahrtstrecke) in westsüdwestlicher Richtung. Ein großer Teil der Gemeinde wird vom Stausee der Talsperre Valdecañas eingenommen. Das Klima ist meist warm und trocken; der eher spärliche Regen (716 mm/Jahr) fällt hauptsächlich im Winterhalbjahr.

## Bevölkerungsentwicklung
| Jahr      | 1970 | 1981 | 1991 | 2001 | 2011 | 2021 |
| Einwohner | 534  | 337  | 357  | 261  | 387  | 384  |

Die zunehmende Mechanisierung der Landwirtschaft, die Aufgabe bäuerlicher Kleinbetriebe („Höfesterben“) und die daraus resultierende Arbeitslosigkeit auf dem Land haben seit den 1950er Jahren zu einem deutlichen Rückgang der Einwohnerzahlen geführt.

## Sehenswürdigkeiten
- Dolmen von Guadalperal
- Peterskirche (Iglesia de San Pedro Apóstol)

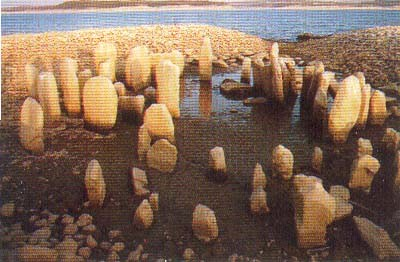
Dolmen
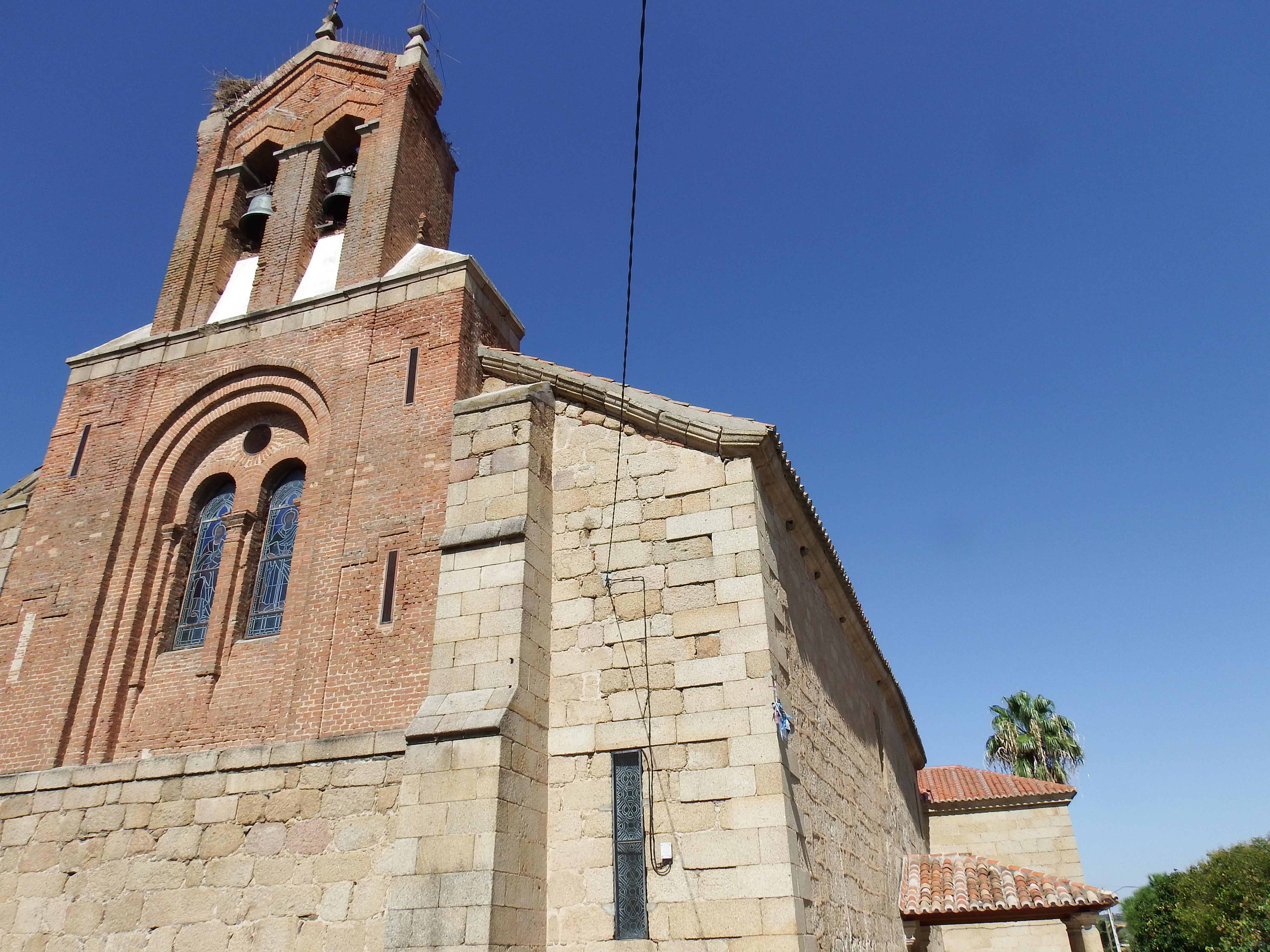
Peterskirche
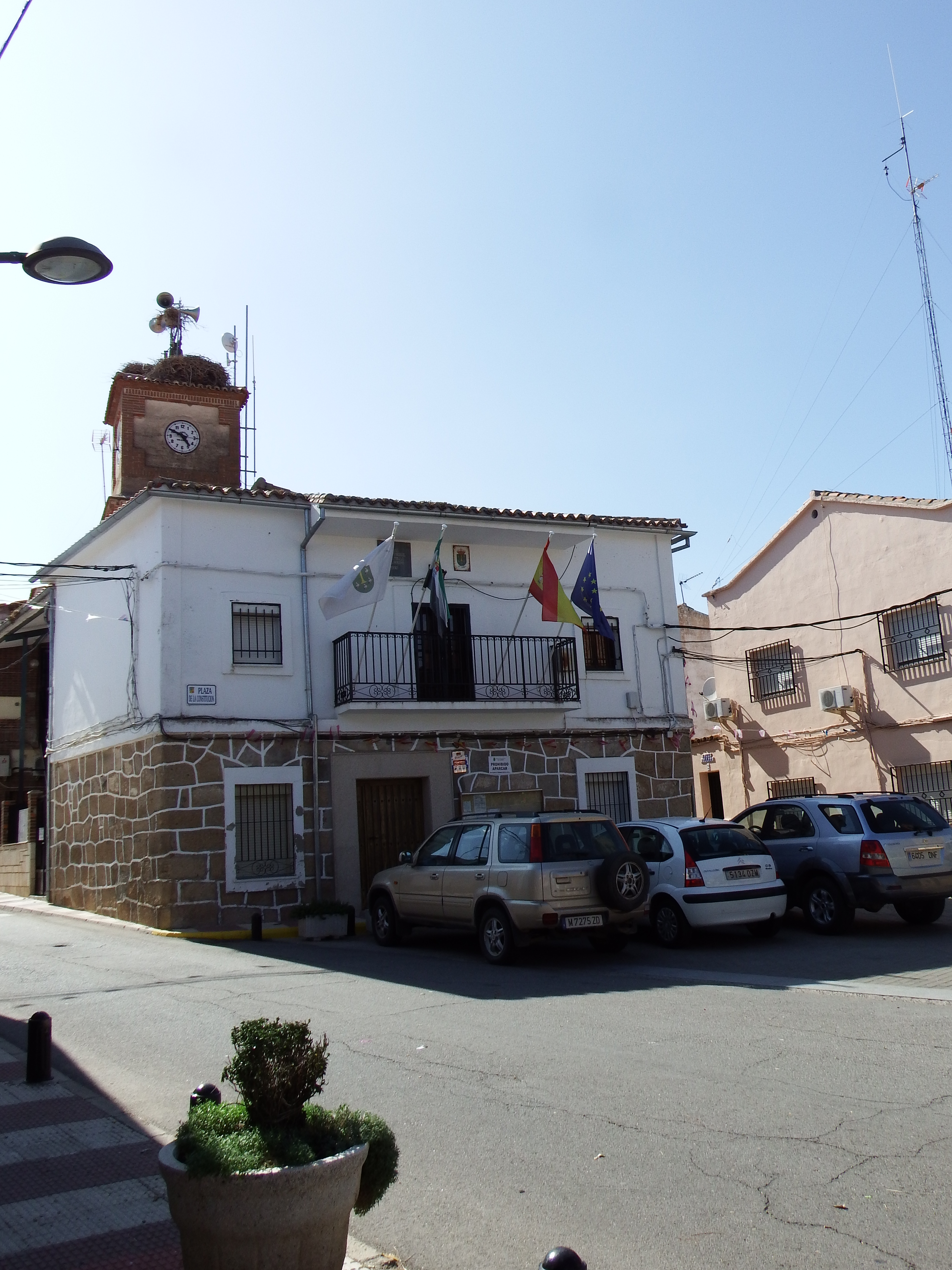
Rathaus